# Walesare
Walesare (kymriska: Cymry) är en etnisk folkgrupp från eller har anknytning till Wales och deras språk kymriska. Språket talades historiskt i hela Wales och är en direkt arvtagare till språket brythonska som talades över större delen av Storbritannien. Walesiska är fortfarande det dominerande språket i vissa delar av Wales men engelskan har blivit det dominerande språket som används i de flesta delarna av landet.
Historikern John Davies menar att den walesiska folkgruppen kan spåra sitt ursprung till slutet av 300-talet och början av 400-talet då Romarriket lämnade Storbritannien. Det brythonska språket verkar dock ha talats i Wales under en mycket längre tid. Termen walesare kan användas för folk från Wales och ättlingar med walesiskt påbrå som bor någon annanstans. Idag är Wales en självstyrande riksdel inom Förenade konungariket Storbritannien och Nordirland, därav är majoriteten av invånarna i Wales brittiska medborgare.
Vid en geografisk undersökning av walesiska efternamn som beställdes av Wales parlament fann att 718 000 personer, nära 35%, av den walesiska befolkningen hade familjenamn av walesiskt ursprung. Detta kan jämföras med 5,3% i övriga Storbritannien, 4,7% i Nya Zeeland, 4,1% i Australien och 3,8% i USA. Totalt uppskattades att cirka 16,3 miljoner människor i de länder som deltog i undersökningen hade walesiskt ursprung. Enbart i London bor över 300 000 walesare.

## Terminologi
Orden "Wales" och "walesare" kan spåras till det protogermanska ordet "walhaz" som betyder "utlänning", "främling", "romare", "romansk-talande", eller "keltisk-talande" vilket användes av de äldre germanerna för att beskriva invånare i Romarriket som blivit romaniserade och talade latin eller keltiska. Samma etymologiska ursprung delas med andra keltiska eller romanska folk som t.ex. valloner och valaker, men även kantonen Valais i Schweiz.
Den moderna kymriska termen för walesare är Cymry, och Cymru är det kymriska namnet för Wales. Dessa ord (båda uttalas:'kəm.rɨ) härstammar från brythonska ordet combrogi, vilket betyder "landsman".

## Språk

Andel kymrisktalande i Wales 2011.

Walesarnas språk heter kymriska och kallas ibland även för walesiska. Det är ett keltiskt språk och är närmast släkt med bretonska, korniska och det kumbriska. Andra keltiska språk kymriskan är släkt med på längre håll är iriska, skotsk gaeliska och manniska.
I Wales är det dominerande språket sedan 1800-talet engelskan men fortfarande (2001) talas kymriska som modersmål av cirka 20,5% av befolkningen. Dock uppgav hela 28% av befolkningen att de förstod kymriska. Kymriskan har sitt starkaste fäste i landets norra och västra delar, så som t.ex. i Gwynedd, Ceredigion och Powys.

## Idrott
De två största idrotterna i Wales är fotboll och rugby union, vilka representeras av Wales herrlandslag i fotboll respektive Wales herrlandslag i rugby union. Båda herrlandslagen spelar sina landskamper på Millennium Stadium i Cardiff, en arena som har fått fem stjärnor (högsta betyg) i Uefas arenaranking. Även cricket och rugby league är populära idrotter.